# GAS-festivalen
GAS-festivalen, Göteborg Art Sounds, GAS-festivalen, startades 1999. Den är idag Sveriges största festival för ljudkonst, modern komposition, improvisation och elektronika. Liveframträdanden varvas med ljudande installationer och förinspelade ljud samsas med liveimprovisation och noterad musik. Under de tidigare sju festivalerna har festivalen presenterat artister som Laurie Anderson, Kim Gordon, Tan Dun, Pharoah Sanders, Arditti Quartet, London Sinfonietta, Keith Rowe, Phill Niblock, William Basinski, Machinefabriek, Supersilent, Philip Jeck, Sidsel Endresen och Kangding Ray för att nämna ett fåtal. Utöver de musikaliska inslagen har seminarier, workshops och offentliga samtal alltid varit en viktig del av festivalens innehåll. 
Konstnärlig ledare för festivalen är sedan 2009 kompositören och ljudkonstnären Staffan Mossenmark. Festivalen har alltid haft en internationell profil och huvudfokus har varit att presentera spännande samtida artister och konstnärer av hög konstnärlig kvalitet. Sedan starten 1999 har festivalen aktivt arbetat för att utöka sina internationella samarbeten med andra festivaler, kultur- och utbildningsorganisationer samt arrangörsnätverk, både inom Sverige och internationellt.